# Teleindiscreta
Teleindiscreta (anteriormente Tele Indiscreta) fue, en formato revista, un semanario español de gran éxito de información televisiva fundada por Mariano Nadal. Fue editada por Publicaciones Heres entre 1985 y 1994, Publicaciones Ekdosis entre 1994 y 1998 y el Grupo Hachette entre 1998 y 2008.

## Evolución

### Antecedentes:Indiscreta
El 13 de febrero de 1984 una nueva revista salió al mercado: Indiscreta dedicada al mundo del corazón y del famoseo, al estilo de ¡Hola!, Lecturas o Semana, pero de una manera un tanto más informal y dicharachera, con regalos a los lectores como caretas con los rostros de los famosos del momento. La forma en la que esta publicación tenía de enfocar el mundo del corazón sería tal y como décadas más tarde lo harían revistas del estilo de ¡Que me dices! o incluso la propia Teleindiscreta en sus últimos años.
Sin embargo, esta publicación no terminó de cuajar entre el público y meses más tarde, ya en 1985, se decidió reformar el formato y variar ligeramente la cabecera, naciendo el 16 de febrero de 1985 Tele Indiscreta manteniendo el mismo logotipo pero añadiendo la palabra Tele encima de Indiscreta y dentro de una cuadratura que simbolizaba una televisión, por aquel entonces leyéndose como dos palabras distintas.

### Primer formato (1985-1994)
La revista decidió competir directamente con Teleprograma y amplió en cantidad y en variedad los contenidos que esta tenía.
Con un precio inicial de 50 pesetas (0,30€ aproximadamente) y una media de 85 páginas y Toda a Todo Color, como rezaba su primer eslogan, informaba con todo lujo de detalles de la programación de las dos únicas cadenas de televisión de ámbito nacional, pertenecientes al entonces monopolio ostentado por TVE.
De hecho, aproximadamente 50 de las 85 páginas de la revista estaban dedicadas a la parrilla de la programación dispuestas de la siguiente manera:
A razón de dos páginas para la llamada en aquel momento Primera Cadena y una página para las escasas horas de emisión de la Segunda Cadena, en esas tres páginas por día, los contenidos de los programas, series y películas del día eran desgranados al detalle, explicando en cada programa/serie/película su duración; sus presentadores o actores (incluso el papel que interpretaban); de cuantos episodios estaba compuesta; los datos de directores, realizadores, músicos, colaboradores; argumento completo del episodio o contenido del programa... todo ello salpicado con fotografías promocionales o escenas de la serie o programa. Cada programa era desglosado al detalle si dejar nada y, en cada día, se destacaban ocupando un mayor espacio las películas que se emitiesen ese día y algún programa destacado.
Pero, además, antes de las páginas de cada uno de los siete días de la semana, se incluían dos o tres páginas más con uno o dos reportajes de redacción que explicaban todavía más detalladamente algún programa o episodio en cuestión incluyendo curiosidades o anécdotas o, a veces, una entrevista con alguno de sus intérpretes o colaboradores, que explicaba de su propia mano los contenidos y acontecimientos detrás de las cámaras.
Estas páginas de programación estaban situadas siempre en el tronco central de la revista, precedidas de la sección Tele Indiscreta recomienda, en la que la redacción recomendaba, en doble página, los mejores programas de la semana acompañados de una brevísima reseña y, anteriormente a esta, estaba la sección de Tele Indiscreta, las películas de la semana, en la que, también a doble página, se desgranaban las entonces siete u ocho películas que se emitían en toda la semana.
Tras las páginas de la parrilla de programación, estaba la sección Tele Indiscreta avance, en la que en una página, se detallaban algunos de los programas de la semana entrante, con una brevísima reseña. Sin embargo, esta sección tuvo una vida efímera y fue la primera en ser retirada, menos de un par de años después de lanzarse la revista.
Esta gigantesca sección de programación que abarcaba el 75% de la revista continuaba, a doble página, con la programación de las desconexiones territoriales para terminar, a triple página, detallando brevemente la programación de la semana de TV3 y una sección de sus películas, todo ello sobre fondo de los colores de la senyera. A continuación, en una página, la programación de Euskal Telebista sobre fondo de los colores de la ikurriña para terminar con media página con la programación de Televisión de Galicia sobre fondo blanco y azul.
Estas, aproximadamente, 50 páginas se encontraban en el tronco central de la revista, precedidas de las primeras 15 páginas de la revista, con reportajes y entrevistas sobre la televisión y sus intérpretes, presentadores, actores y sobre la programación de manera más genérica, con algún coleccionable de las series más destacadas y algún póster.
Y las últimas 15 páginas tras el tronco central de la parrilla de programación contenían algún reportaje, entrevista o coleccionable más sobre la televisión y, principalmente, secciones fijas sobre video, belleza, pasatiempos, hierbas, horóscopo o cocina para diversificar, en una mínima parte, los contenidos de la revista.
Al final de la década, con la progresiva proliferación de cadenas regionales, la llegada de las cadenas privadas y ampliación de un horario de veinticuatro horas de emisión de las cadenas, todo ello llegado con cuentagotas pero de manera imparable desde dos años atrás, la revista se quedó pequeña y se amplió a casi 130 páginas (con doce o catorce dedicadas a la programación de cada día) manteniendo básicamente el esquema anterior aunque con la eliminación de alguna sección y la creación de alguna otra, aunque se redujo la información que se daba de cada programa, dejándolo en la información básica.
Una ligera variación del logotipo dejaba la palabra Tele intacta pero comprimía la palabra Indiscreta dentro de la cuadratura que imitaba a una televisión, aunque en esencia el logotipo seguía siendo el mismo. A partir de este momento ya empezó a ser nombrada con las dos palabras juntas, como si de una sola se tratase.

### Cambio de diseño (1994-2003)
En verano de 1994, nueve años después de su creación sin apenas cambios en el diseño, se remodeló toda la revista de principio a fin, aunque intentando mantener el formato de revista de televisión. Aunque realmente empezó el lento declive de la revista.

### Final (2004-2008)
En 2008, tenía todavía una difusión media de 42.572 ejemplares, 179.000 lectores y una facturación publicitaria de 4,1 millones de euros, pero su editorial la cerró en noviembre de ese año debido a la competencia de las revistas y los programas del corazón y a los cambios de última hora en la programación de las cadenas, permitidos desde 2007.

## Popularidad
La revista alcanzó gran popularidad en los años ochenta gracias a los pósteres y colecciones de pegatinas que dedicó a series como V y Knight Rider. También publicó adaptaciones al cómic de dichas series:
| Años | Título | Autoría             |
| ---- | ------ | ------------------- |
| 1985 | V      | José María Bellalta |